# Nick Murphy
Nicholas James Murphy (Melbourne, 23 de junio de 1988), conocido por su nombre artístico Chet Faker, es un músico y DJ australiano especializado en trip hop e indietrónica.
Inició su carrera con el nombre artístico «Chet Faker». En 2012 firmó con Downtown Records en los Estados Unidos y emitió un extended play, “Thinking in Textures”. En octubre de ese año ganó 'Artista Revelación del Año y "Thinking in Textures” ganó' Mejor Single Independiente / EP 'a los australianos Records Independent Awards. En enero de 2013, la obra ganó 'Mejor Lanzamiento Independiente "en los Premios Rolling Stone Australia para 2012. Su versión de la canción “No diggity” fue utilizada en un comercial para Beck's Sapphire en la Superbowl del 2013. Recientemente tiene un álbum debutante: "Built on Glass” que fue lanzado el 2014 a través de Future Classic / Downtown.

## Trayectoria musical
Nick Murphy formó parte de un grupo llamado Sunday Kicks, y un dúo de electrónica / dance "Knicks". También ha tocado con el nombre de Atlas Murphy, sin embargo no se decidió a tocar bajo un nombre artístico hasta después de darse cuenta de que mucha gente que iba a sus conciertos pensando que era otro músico ya establecido llamado Nick Murphy.
Al ser Murphy un fiel seguidor del jazz tomó el nombre de Chet Faker en homenaje a Chet Baker y fue bajo este nombre que mostró entonces su primer downtempo: “No Diggity”. El cual se hizo viral en la Internet hasta alcanzar el número 1 en las listas de Hypemachine en mayo de 2011.
El 22 de mayo de 2012 lanzó su EP, Thinking In Textures bajo la disquera de Opulent, con el cual tuvo críticas bastante positivas entre las que denominaron a Chet Faker como un músico capaz de mezclar una impresionante belleza con la mejor sutileza.
Lanzó un nuevo sencillo con Kilo Kish el 12 de agosto de 2013 En septiembre de 2013, Flume anunció que él y Faker habían grabado un EP, indicando que el resultado final "no suena particularmente como Flume o específicamente como Chet Faker, lo que realmente es un poco como un híbrido de ambos sonidos convirtiéndose en un solo y siente como todo lo que hicieron con el EP fue colaboración sobre todo con esfuerzo y que es una EP brillante".
Actualmente Murphy presenta su álbum debut Built on Glass, lanzado el 11 de abril de 2014, que fue precedido por el lanzamiento del sencillo promocional "Talk Is Cheap" y su correspondiente videoclip el 11 de febrero el álbum debutó en el número 1 en las listas ARIA.

## Discografía

### Álbumes
- Built on Glass (2014) - Como Chet Faker
- Run Fast Sleep Naked (2019) - Como Nick Murphy
- Music for Silence (2020) - Como Nick Murphy
- Hotel Surrender (2021) - Como Chet Faker
- Take in The Roses (2021) - Como Nick Murphy & The Program
- Hoter Surrender [Expanded Edition] (2023) - Como Chet Faker
- Built on Glass [10th Anniversary Expanded Edition] (2024) - Como Chet Faker

### Sencillos
| Nombre                                      | Año  | Álbum                |
| ------------------------------------------- | ---- | -------------------- |
| "Terms and Conditions"                      | 2012 | Thinking in Textures |
| "I'm Into You"                              | 2012 | Thinking in Textures |
| "Love and Feeling"                          | 2012 | Thinking in Textures |
| "Drop the Game"(Flume & Chet Faker)         | 2013 | Lockjaw EP           |
| "Talk Is Cheap"                             | 2014 | Built on Glass       |
| "1998"                                      | 2014 | Built on Glass       |
| "Gold"                                      | 2014 | Built on Glass       |
| "Birthday Card" (with Marcus Marr)          | 2015 | Work                 |
| "The Trouble With Us"(with Marcus Marr)     | 2015 | Work                 |
| "Learning For Your Love" (with Marcus Marr) | 2015 | Work                 |
| "Killing Jar" (with Marcus Marr)            | 2015 | Work                 |